# یاور کوچک بابا نوئل
یاور کوچک بابا نوئل (به انگلیسی: Santa's Helper Little) یک فیلم سینمایی آمریکایی در ژانر کمدی محصول سال ۲۰۱۵ به کارگردانی گیل جونگر ساخته شده‌است. این فیلم به‌طور مستقیم به صورت فیلم ویدئویی در تاریخ ۱۷ نوامبر ۲۰۱۵ منتشر شد.

## بازیگران
- د میز به عنوان داکس
- آنل لین مک کرد به عنوان بیلی
- پیج به عنوان ایلانور
- اریک کینلیسید در نقش بابا نوئل
- ماریس اوئلت در نقش ملودی
- پیتر کلامیس
- نیکلاس هولمز به عنوان بچه شماره ۲
- دیلان اشمیت در نقش مارکوس
- کاترین کرکپاتریک به عنوان خانم بند
- جف گوستافسون در نقش فیتز
- تام مک لارن به عنوان هاروی
- کارن هولس به عنوان میریام
- بن ویلکینسون به عنوان لین
- میچل کوممن در نقش Young Dax
- بروس بلاین به عنوان بیکر شماره ۱
- پاتریک اسپارلینگ به عنوان دوچرخهسواری
- جان استوارت به عنوان مجری Tow Truck
- آنتونی شودرا به عنوان تولد پسر
- آستین هابل به عنوان بچه شماره ۱
- هکتور جانسون به عنوان گارد امنیتی
- لوکاس روئین به عنوان تامی
- جوشوا مورتین در نقش مایک